# Żelazków (powiat kaliski)
Żelazków – wieś w Polsce położona w województwie wielkopolskim, w powiecie kaliskim, w gminie Żelazków, nad Bawołem, ok. 9 km od Stawiszyna, ok. 12 km od Kalisza.
Siedziba władz gminy wiejskiej Żelazków.

## Historia
Żelazków wymieniany w źródłach od 1348 roku.
Na przestrzeni wieków Żelazków wielokrotnie zmieniał właścicieli, należał między innymi do Szadkowskich, Niewiejskich, Chebdów, Siedleckich (XVI wiek), Leszczyńskich i Radolińskich (od 1680 roku).
Potop szwedzki oraz toczące się wojny m.in. bitwa stoczona pod Kaliszem w 1706 roku, przyczyniły się do doszczętnego zniszczenia Żelazkowa i pobliskich okolic. Ponowny rozkwit dóbr żelazkowskich przypada na 2 połowę XVIII wieku – prawdopodobnie wtedy wzniesiono obecny dwór w Żelazkowie, przebudowany w latach 1796–1798 wg projektu Fryderyka Alberta Lessla.
Na początku XIX wieku miejscowość należała do ziemianina Piotra Radolińskiego herbu Leszczyc, po jego śmierci w 1823 roku majątek odziedziczyli jego synowie.
W 1904 roku Żelazków nabyli Radońscy, którzy do czasów II wojny światowej byli ostatnimi właścicielami miejscowości. W latach 1914–1917 wybudowano linię kolei wąskotorowej – Kaliskiej Kolei Dojazdowowej kursującej m.in. do Żelazkowa.

## Przynależność administracyjna
| Okres     | Jednostka administracyjna | Jednostka administracyjna | Jednostka administracyjna |
| --------- | ------------------------- | ------------------------- | ------------------------- |
| 1975–1998 | województwo kaliskie      | województwo kaliskie      | gmina Żelazków            |
| 1999–     | województwo wielkopolskie | powiat kaliski            | gmina Żelazków            |

## Atrakcje turystyczne
- Zamek Żelazków: Jedną z najważniejszych atrakcji jest piękny zamek w Żelazkowie. Pochodzący z XVII wieku zamek pełnił różne funkcje na przestrzeni lat, od siedziby szlacheckiej po szkołę. Dziś można podziwiać jego imponującą architekturę oraz spacerować po otaczającym go parku.
- Kościół pw. Świętego Marcina: Ten zabytkowy kościół jest ważnym miejscem kultu i historii. Jego korzenie sięgają średniowiecza, a obecny wygląd to efekt wielu przebudów i rozbudów. Wnętrze kościoła zachwyca pięknymi detalami i atmosferą spokoju.
- Parki i przyroda: Żelazków otacza malowniczy krajobraz, który zachęca do pieszych wędrówek i relaksu na świeżym powietrzu. W okolicznych lasach i łąkach można napotkać bogactwo przyrody oraz cieszyć się spokojem i ciszą.
- Muzeum Regionalne: Dla tych, którzy pragną poznać historię i kulturę regionu, Muzeum Regionalne w Żelazkowie oferuje ciekawą kolekcję eksponatów, dokumentów i artefaktów związanych z przeszłością miejscowości i okolic.

## Współpraca
Miejscowość partnerska:
- Erquelinnes, Belgia

## Zabytki
Obiekty wpisane w rejestr zabytków województwa wielkopolskiego:
- zespół dworski (XVIII, pocz. XIX wieku):
  -  dwór z galeriami,
  -  oficyna,
  -  spichrz,
  -  dom ogrodnika,
  -  park.